# 大磯海水浴場

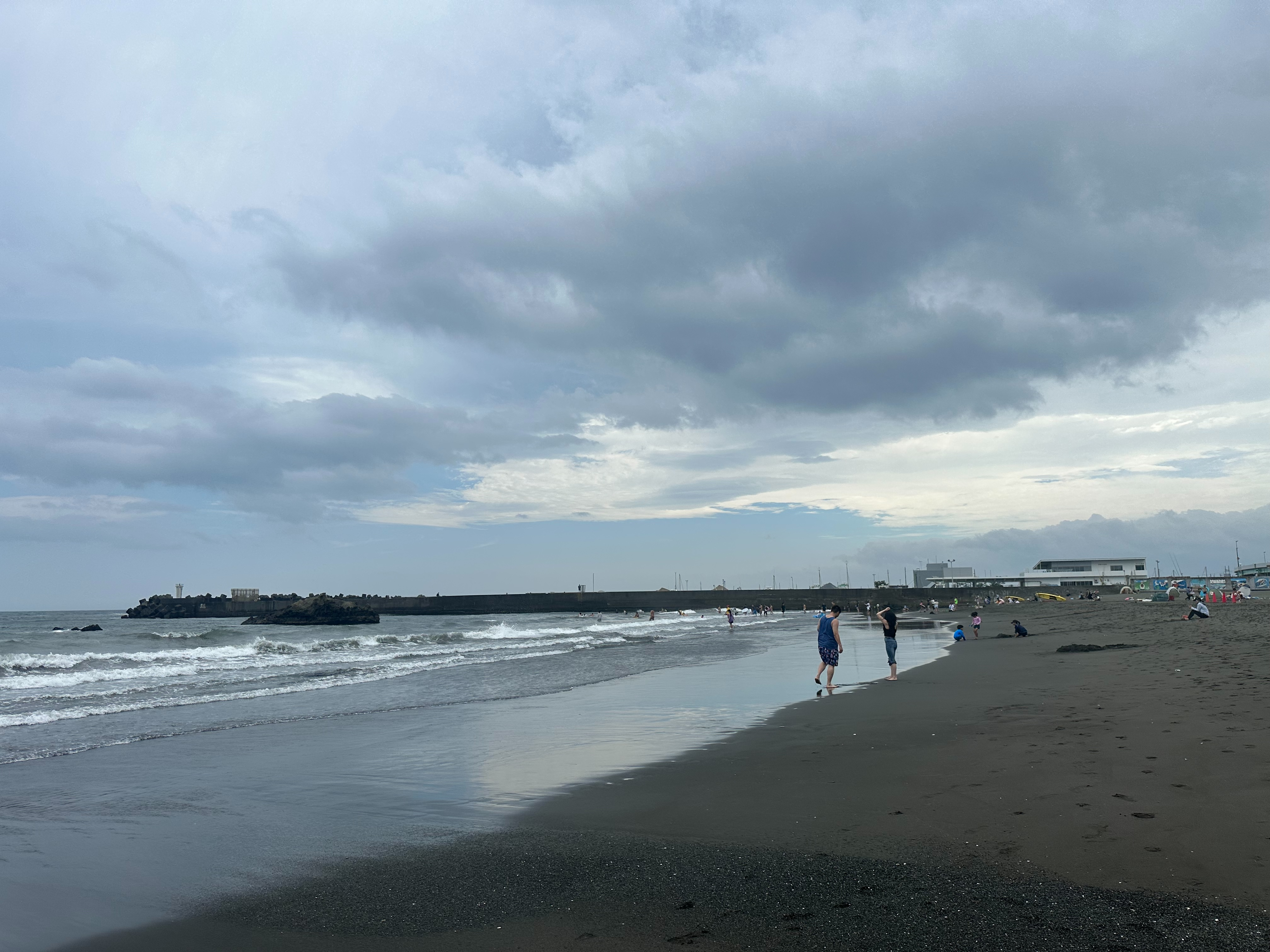
大磯海水浴場

大磯海水浴場（おおいそかいすいよくじょう）は、神奈川県中郡大磯町大磯1990番地先にある海水浴場である。

## 概要
1885年に初代陸軍軍医総監の松本順が開設した海水浴場で、日本の海水浴場としては最も古い部類に入る。

## 歴史
松本順は、オランダの海軍軍医、ヨハネス・ポンペ・ファン・メーデルフォールトに師事し医学を学ぶ中で、海水浴には病気への効能があることを知る。日本での、海水浴を普及しようと、海水浴に適した地を探していた。1884年に熱海の温泉に出かけた折に、小田原に宿泊し、大磯町にも立ち寄り、海岸を見学し、海水浴場の好適地であることを確信した。海水浴場の開設を地域住民に働きかけると、地域が活性化されると歓迎される一方で漁師たちからは、漁業への影響を懸念し反対の声が上がったが、話し合いを重ね、1885年に開設に至った。
海水浴場としては7月最初の日曜日から8月最後の日曜日まで開設され、8時30分から17時まで開場している。